# Liste der Flughäfen und Flugplätze in Georgien
Die Liste der Flughäfen in Georgien zeigt die Flughäfen und Flugplätze des asiatischen Staates Georgien, geordnet nach Orten.
Namen in Fettschrift zeigen regelmäßigen Linienverkehr an.
|     | Ort               | Provinz                                 | ICAO-Code | IATA-Code | Name des Flughafens                     | Passagiere (2023) | Koordinaten                  |
| --- | ----------------- | --------------------------------------- | --------- | --------- | --------------------------------------- | ----------------- | ---------------------------- |
|     | Zivilflugplätze   |                                         |           |           |                                         |                   |                              |
| 1.  | Batumi            | Adscharien                              | UGSB      | BUS       | Batumi International Airport            | 621.514           | 41° 36′ 37″ N, 41° 35′ 58″ O |
| 2.  | Kutaisi           | Imereti                                 | UGKO      | KUT       | Flughafen Kopitnari                     | 1.671.198         | 42° 10′ 35″ N, 42° 28′ 57″ O |
| 3.  | Tbilisi           | (Hauptstadt)                            | UGTB      | TBS       | Tbilisi International Airport           | 3.694.052         | 41° 40′ 9″ N, 44° 57′ 17″ O  |
| 4.  | Sochumi           | Abkhazia                                | UGSS      | SUI       | Flughafen Sochumi-Babuschara            |                   | 42° 51′ 29″ N, 41° 7′ 41″ O  |
| 5.  | Mestia            | Mingrelien und Oberswanetien            | UGMS      |           | Queen Tamar Airport                     | 10.217            | 43° 3′ 16″ N, 42° 45′ 0″ O   |
| 6.  | Ambrolauri        | Ratscha-Letschchumi und Niederswanetien | UGAM      |           | Ambrolauri Airport                      | 2.225             | 42,5266° N, 43,1352° O       |
| 7.  | Natakhtari        | Mzcheta-Mtianeti                        | UGSA      |           | Natakhtari Airfield                     | 14.789            | 41° 55′ 16″ N, 44° 42′ 50″ O |
| 8.  | Telawi            | Kachetien                               | UGGT      |           | Telavi Erekle II Airport                |                   | 41° 57′ 12″ N, 45° 30′ 29″ O |
| 9.  | Sighnaghi         | Kachetien                               | UGGN      |           | Tsnori Airport                          |                   | 41,6344° N, 46,0128° O       |
| 10. | Muchrani          | Mzcheta-Mtianeti                        | UGMM      |           | Mukhrani Airport                        |                   | 41,933° N, 44,583° O         |
| 11. | Pschu             | Abkhazia                                |           |           | Pskhu Airfield                          |                   | 43,3862° N, 40,8103° O       |
| 12. | Osurgeti          | Guria                                   |           |           | Ozurgeti Air Base                       |                   | 41,9289° N, 41,8653° O       |
| 13. | Lagodechi         | Kachetien                               |           |           | Lagodekhi Airfield                      |                   | 41,815° N, 46,2342° O        |
| 14. | Tsalka            | Niederkartlien                          |           |           | Tsalka Helipad                          |                   | 41,5934° N, 44,0762° O       |
| 15. | Poti              | Mingrelien und Oberswanetien            |           |           | Poti International Airport              |                   | 42° 9′ 47″ N, 41° 42′ 8″ O   |
| 16. | Zugdidi           | Mingrelien und Oberswanetien            |           |           | Zugdidi (Ingiri) Airport                |                   | 42,4887° N, 41,8182° O       |
| 17. | Achalkalaki       | Samzche-Dschawachetien                  |           |           | Akhalkalaki Airport                     |                   | 41,377° N, 43,48° O          |
| 18. | Tskhinvali        | Shida-Kartli                            |           |           | Tskhinvali Air Base                     |                   | 42,19° N, 43,94° O           |
| 19. | Omalo             | Kachetien (Tusheti)                     |           |           | Omalo Airfield (geplant)                |                   | –                            |
| 20. | Anaklia           | Mingrelien und Oberswanetien            |           |           | Anaklia International Airport (geplant) |                   | –                            |
|     | Militärflugplätze |                                         |           |           |                                         |                   |                              |
| 1.  | Gudauta           | Abchasien                               |           |           | Gudauta Air Base                        |                   | 43° 6′ 14″ N, 40° 34′ 45″ O  |
| 2.  | Kobuleti          | Adscharien                              |           |           | Kobuleti Airfield                       |                   | 41° 50′ 26″ N, 41° 47′ 57″ O |
| 3.  | Marneuli          | Niederkartlien                          |           |           | Marneuli Air Base                       |                   | 41° 27′ 33″ N, 44° 46′ 59″ O |
| 4.  | Senaki            | Mingrelien und Oberswanetien            |           |           | Senaki Air Base                         |                   | 42° 14′ 34″ N, 42° 3′ 3″ O   |
| 5.  | Tbilisi           | (Hauptstadt)                            |           |           | Soganlugi Air Base                      |                   | 41° 38′ 57″ N, 44° 56′ 11″ O |
| 6.  | Tbilisi           | (Hauptstadt)                            |           |           | Vaziani Military Base                   |                   | 41° 37′ 40″ N, 45° 1′ 50″ O  |